# Brudstykker af en Landsbydegns Dagbog
Brudstykker af en Landsbydegns Dagbog är en roman från 1824 skriven av Steen Steensen Blicher. Boken har under många år getts ut av Dansklärarföreningen och har även använts i gymnasiet. 

## Handling
Handlingen baseres på en verklig person, den adliga Marie Grubbe. Hon uppträder i romanen under namnet fröken Sophie. Hennes levandsöde berättas av Morten Vinge i dagboksform

## Utgåvor
Dansklärarföreningen lät 1890 ge ut boken, och den utgåvan gavs ut ända till 1933. Den tionde upplagan gavs ut 1964.